# Obertura Zukertort
L'obertura Zukertort és una obertura d'escacs en honor de Johannes Zukertort que comença amb els següents moviments:
1. Cf3
Algunes vegades el terme "Obertura Réti" es fa servir per descriure el moviment d'obertura 1.Cf3, tot i que la majoria defineixen la Réti més aproximada a la seqüència 1.Cf3 d5 2.c4.
Una obertura de flanc, és la tercera més popular dels vint moviments possibles de les blanques en l'obertura, darrere només de 1.e4 i 1.d4.
La jugada ha estat descrita per Edmar Mednis com una "perfecte i flexible obertura" i altres com Aron Nimzowitsch com "certament el moviment més sòlid, mentre que moviments com 1.e4 i 1.d4 són les dues 'committal' i 'compromeses'." La partida pot transposar en un gran nombre d'altres obertures que normalment comenecen per 1.e4, 1.d4, o 1.c4. En la majoria de les partides, 1.Cf3 transposa en altres obertures. Si les negres no van amb compte, existeix el risc d'anar gens preparat en obertures molt teòriques, per exemple després de 1.Cf3 c5 les blanques poden jugar 2.e4 conduint a la línia principal de la defensa siciliana. Altres transposicions típiques són diverses línies del gambit de dama declinat (per exemple després de 1.Cf3 d5 2.d4 Cf6 3.c4) o l'obertura catalana (per exemple després de 1.Cf3 Cf6 2.g3 d5 3.Ag2 e6 4.0-0 Ae7 5.c4).
Les principals línies independents que solen començar amb 1.Cf3 són l'obertura Réti (1.Cf3 d5 2.c4) i l'Atac indi de rei (on les blanques juguen 1.Cf3, 2.g3, 3.Ag2, 4.0-0, i 5.d3, encara que no sempre en aquest ordre). Jugant 1.Cf3 les blanques eviten que les negres juguin 1...e5, i molt jugadors que volen jugar l'obertura anglesa però evitant línies de la siciliana revertida 1.c4 e5 començant la partida amb 1.Cf3.
A l'Enciclopèdia d'obertures d'escacs, l'obertura Zukertort està classificada amb els codis A04 - A09. 1...d5 es troba dins A06-A09, 1...Cf6 és A05, i qualsevol altre moviment de les negres és A04.
|  |

## Continuacions
Les resposta de les negres que dona en un o més capítols de la Encyclopedia of Chess Openings (ECO) són les següents, ordenades per popularitat.

### 1...Cf6
Com el moviment de les blanques, el moviment de les negres fuig de tot compromís a l'obertura. 2. d4 és idèntic a 1. d4 Cf6 2. Cf3 (veure Obertura del peó de dama). 2. c4 és un començament comú de l'obertura anglesa o es pot retornar al gambit de dama refusat 2. g3 és un començament comú de l'Atac indi de rei.

### 1...d5
Les negres es fixe per apoderar-se el centre. Les blanques tenen diverses transposicions. 2. d4 és de nou el mateix com 1. d4 d5 2. Cf3 (veure Obertura del peó de dama). 2. g3 és l'Atac indi de rei. 2. c4 és l'obertura Reti o Obertura anglesa.

### 1...c5
Les negres conviden a les blanques jugar 2. e4, transposant a la defensa siciliana, o 2. c4, la defensa simètrica de l'obertura anglesa.

### 1...g6
Les blanques poden jugar 2. c4 de l'obertura anglesa, 2. e4 de la defensa siciliana, 2. g3 de l'Atac indi de rei, o 2. d4 de la defensa índia de rei.

### 1...f5
Després de 1...f5, 2. d4 és la defensa holandesa. 2. e4 pren la idea del gambit Staunton.